# Radar Rat Race

Játék közben

A Radar Rat Race egy 1981-es videójáték, amit Commodore VIC-20-ra fejlesztették, majd később átírták Commodore 64-re.

## Áttekintés
A játékos egy egeret irányít egy nagy útvesztőben. A képernyőn a pályának mindig csak egy kis részét látjuk. A játékost legalább három patkány üldözi. A cél megenni minél több sajtot, anélkül, hogy megfogna egy patkány vagy összefutnánk egy macskával. Segítség, hogy az egér korlátozott mennyiségű bűvös port tud szétszórni, ami rövid időre megállítja a patkányokat.
Amint a pálya teljesítve, mehetünk a következőre, persze itt már több patkány vár ránk, és gyorsabb a játék is.